# Bahnhof Stammbach

Der Bahnhof Stammbach ist der Bahnhof im Nordosten der Marktgemeinde Stammbach an der Bahnstrecke Bamberg–Hof.

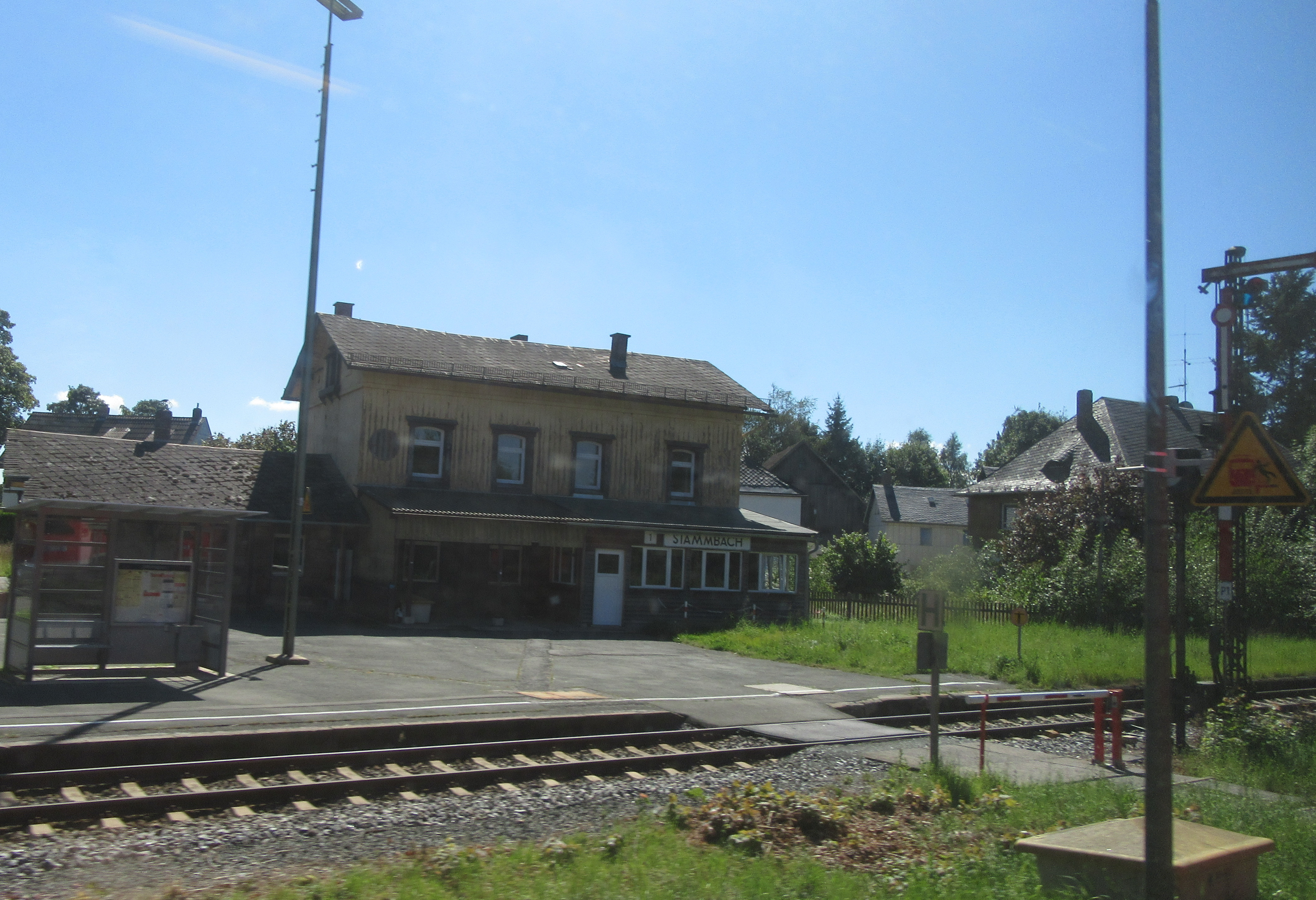
Bahnhof Stammbach auf der Gleisseite

Das Bahnhofsgebäude ist heute ein Baudenkmal (D-4-75-175-29). Das Hauptgebäude ist zweigeschossig, das Obergeschoss ist verschalt und verfügt über ein Satteldach. Denkmalgeschützt sind auch die eingeschossigen Anbauten, das Stellwerk, die Signalanlagen und die Gleisspannanlagen, die in der Zeit um 1850 bis 1930 entstanden sind.
Die Erschließung Stammbachs mit der Eisenbahn erfolgte 1848 als Teil der Ludwig-Süd-Nord-Bahn unter dem bayerischen König Ludwig I. Die Trasse führte nach der Schiefen Ebene nördlich an Stammbach vorbei, sodass der Bahnhof zunächst außerhalb der Ortschaft angelegt wurde. Mit der Zeit bildete sich dort ein eigener Ortsteil. Die Anbindung war im Zuge der Industrialisierung und der aufblühenden Textilindustrie ein wichtiger Standortfaktor. Weiter nördlich im Ortsteil Untereinzel befindet sich eine denkmalgeschützte Eisenbahnbrücke aus der Zeit um 1847/48.
Die im Ort bestehende Postablage wurde 1854 als königliche Postexpedition der königlich-bayerischen Post im Bahnhof aufgewertet. Wenig später wurden im Ort Briefkästen aufgestellt, die auch die Abgabe von Briefen ermöglichten. 1897 wurde eine Postagentur mit Telegraphendienst im Ort errichtet, wodurch das Bahnhofspostamt an Bedeutung verlor.
Der Bahnhof ist mit einem mechanischen Stellwerk von 1953 und Formsignalen ausgestattet.
Er besitzt zwei Bahnsteige mit einer Höhe von 28 Zentimetern, den am Gleis 1 mit 136 Metern Länge und den am Gleis 3 von 125 Metern Länge. Letzterer ist durch einen mit einer Schranke gesicherten höhengleichen Überweg zu erreichen und stark bewachsen. Die einzige Weiche besteht beim Übergang von der nur noch eingleisigen Strecke aus Richtung Marktschorgast zur zweigleisigen Fortführung nach Hof.